# Lyonel Feininger

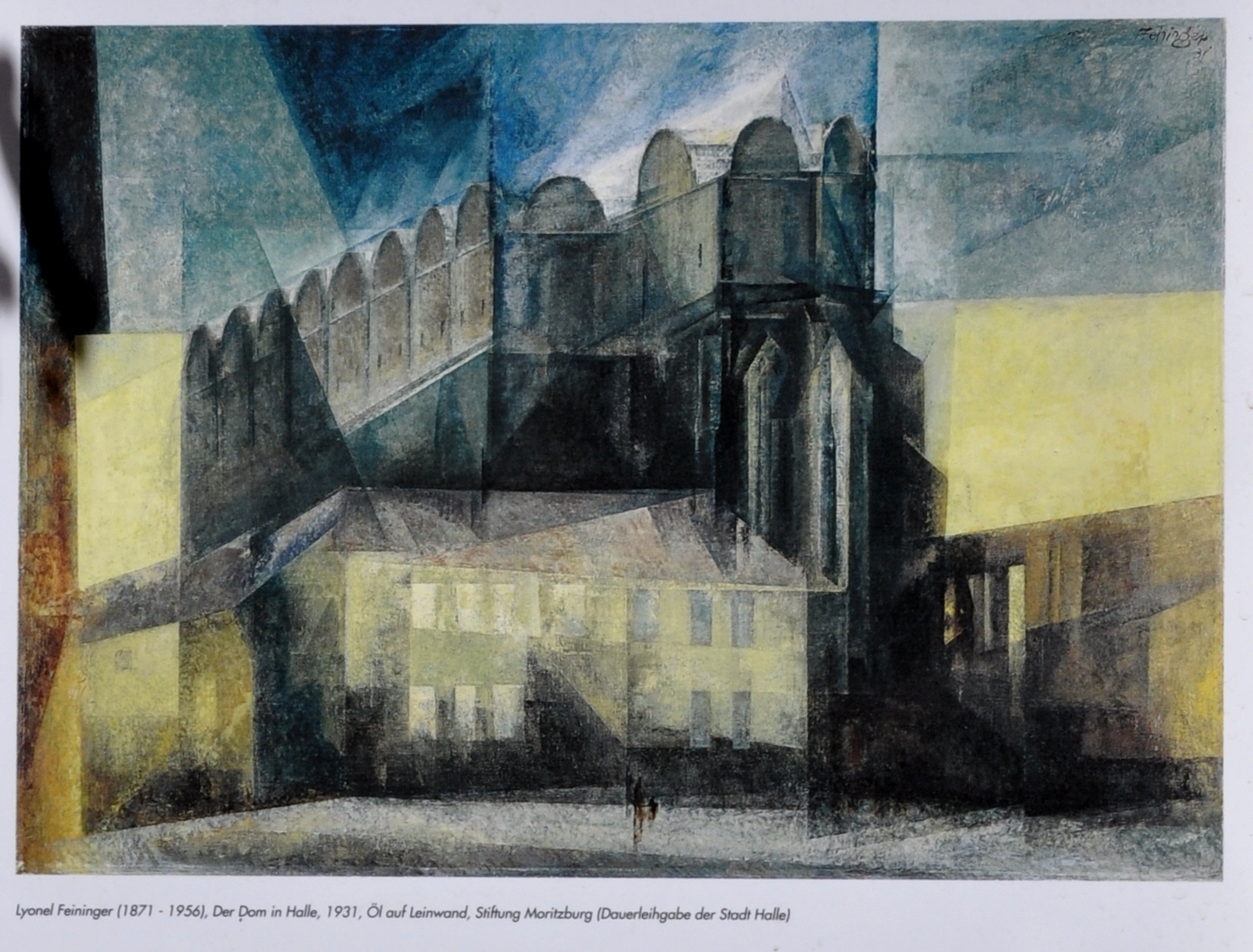
Katedrála – detail

Lyonel Charles Feininger (17. července 1871, New York City, New York, USA – 13. ledna 1956, tamtéž) byl americko-německý malíř, karikaturista, fotograf a hudební skladatel.

## Životopis
Lyonel Feininger byl synem německo-amerického houslisty a skladatele Karla Feiningera a americké zpěvačky Elizabeth Feininger. Narodil se v USA. Nejprve zde studoval hudbu. Byl klavíristou a skladatelem, složil několik klavírních skladeb a varhanních fug. Feininger vyrůstal v New Yorku, v roce 1887 ve věku 16 let se rozhodl věnovat malířství a proto odcestoval do Německa, aby zde studoval a zdokonaloval své umění. Studoval na Královské akademii v Berlíně u  Ernsta  Hanckeho. Ve studiu pokračoval na uměleckých školách v Berlíně spolu s Karlem Schlabitzem a v Paříži se sochařem Filippo Colarossim. Začínal jako karikaturista pro několik časopisů včetně Harper's Round Table, Harper's Young People, Humoristische Blätter, Lustige Blätter, Das Narrenschiff, Berliner Tageblatt atd. V roce 1900 se setkal s Clarou Fürst, dcerou malíře Gustava Fürsta a v roce 1901 se Clarou oženil. Měli spolu dvě dcery. V roce 1905, po rozchodu se svou manželkou, potkal Julii Berg. Oženil se s ní v roce 1908 a měli spolu několik dětí. V letech 1897 až 1891 navštěvoval uměleckoprůmyslovou školu v Hamburku a berlínskou akademii. V roce 1892 odešel do Paříže aby dokončil svá studia na Colarossiho akademii. V roce 1893 se usadil v Berlíně a věnoval se kreslení karikatur pro humoristické časopisy. Mezi roky 1906 až 1908 se živil v Paříži psaním článků a ilustracemi pro Chicago Sunday Tribune. Tady se seznámil s kubisty. Velký vliv na něho měl R. Delaunay. Od roku 1908 až do roku 1919 žil Feininger v Berlíně. Od roku 1913 vystavoval společně se skupinou Der blaue Reiter na pozvání F. Marca. V roce 1919 ho povolal Walter Gropius na Bauhaus, kde vyučoval grafiku a malířství až do roku 1933. Také zde vydával knihy o Bauhausu. V roce 1929 si u něho město Halle objednalo obraz určený jako dar pro město Magdeburk. Feininger tak v letech 1929 až 1931 v Halle často pobýval a pracoval na skicách. Roku 1931 mu Národní galerie města Berlína uspořádala retrospektivní výstavu. Roku 1933 byl zařazen nacisty mezi tzv. entartete Kunst (zvrhlé umění). Feininger se vrátil do USA, kde v roce 1936 vyučoval v Oaklandu v Kalifornii na Mills College. V následujícím roce, v roce 1937, žil v New Yorku. Feininger také rád fotografoval, fotografie pořizoval od roku 1928 až do poloviny roku 1950. S fotografiemi seznamoval pouze úzký okruh přátel, nepřál si sdílet s veřejností své soukromí. Jeho synové, Andreas Feininger a T. Lux Feininger se stali známými umělci. Andreas Feininger proslul jako fotograf a T. Lux Feininger jako fotograf a malíř. T. Lux Feininger zemřel 7. července 2011 ve věku 101 let.

## Umělec
Feininger kariéra jako karikaturisty začala v roce 1894. Pracoval pro několik německých, francouzských a amerických časopisů. V únoru 1906, kdy čtvrtina populace v Chicagu měla německý původ, James Keeley, redaktor listu The Chicago Tribune cestoval do Německa vyhledat nejpopulárnější karikaturisty. Získal Feiningera pro ilustraci dvou komiksů Kin-der-Kids a Wee Willie Winkie's World pro Chicago Tribune. Feininger pracoval jako karikaturista dalších dvacet let pro různé noviny a časopisy ve Spojených státech a Německu. Jako výtvarník Feininger začal pracovat ve věku třicetišesti let. V letech 1901 až 1903 se účastnil ročních výstav berlínské secese. Základem Feiningerovy tvorby byl kubismus, tento umělecký směr ovšem používal k vyjádření obsahu v podstatě romantického. Maloval kompozice s loďmi či s architekturou. Průhledné plošné plány na jeho obrazech vytvářejí dojem nekonečna. Na rozdíl od kubistů pracoval se světlem a osvětlením, dosahoval tím až magických efektů. Jeho tvorbu ovlivňoval R. Delaunay, ovšem Feininger se nikdy se nevzdal valérové malby. Užití chladných a teskných tónů neskutečných barev dodává jeho obrazům romantický nádech. Přísná a přesná konstrukce obrazu vyvolává dojem takřka hudební. Ovlivněn konstruktivismem došel Feininger ve dvacátých letech až ke krystalicky jasné obrazové kompozici vzájemně kolmých linií a ploch.

## Hlavní díla
- Maják, 1913, plátno 105 cm × 81 cm, Essen, Museum Folkwang
- Viadukt, 1920, plátno 101 cm × 86 cm, New York, Museum of Modern Art
- Gelmerode IX, 1926, plátno 108 cm × 80 cm, Essen, Museum Folkwang
- Parník "Odin II", 1927, plátno 67 cm × 100 cm, New York, Museum of Modern Art
- Východní chór dómu v Halle, 1931, plátno 100 cm × 80 cm, Hamburk, Kunsthalle
- Věže nad městem, 1931, plátno 88 cm × 125 cm, Kolín n. Rýnem, Wallraf-Richartz-Museum